# Hugo Rosenberg
Hugo William Henry Rosenberg, född 1 juli 1875 i Malmö, död där 16 augusti 1910, var en svensk arkitekt.
Rosenberg utexaminerades från Tekniska elementarskolans i Malmö byggnadslinje 1896. Efter att ha varit verksam som ritare hos arkitekt Alfred Arwidius i Malmö var han verksam som praktiserande arkitekt i samma stad. Rosenberg, som ingått äktenskap 1907, avled till följd av olyckshändelse i samband med ett trampolinhopp i ett badhus.